# Monumento de gratitud a Francia

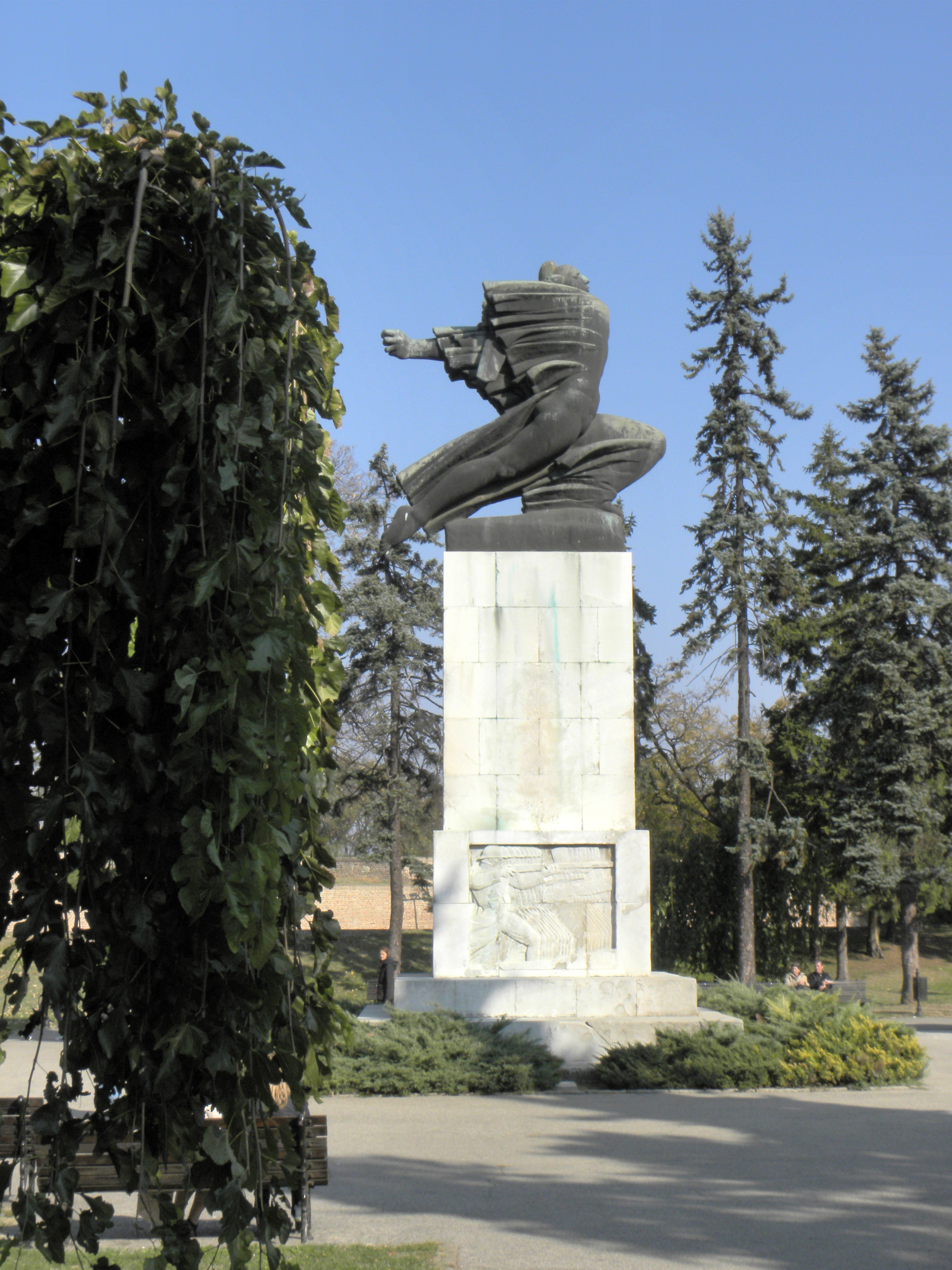
Vista general del monumento

El Monumento de gratitud a Francia, o simplemente Monumento a Francia, es una escultura situada en el parque Veliki Kalemegdan de Belgrado. Fue inaugurado el 11 de noviembre de 1939 (duodécimo aniversario del final de la Primera Guerra Mundial) en conmemoración de la ayuda militar prestada por Francia durante la guerra y en homenaje a la cultura de ese país. Fue inaugurado por el rey Alejandro I. En el acto estuvieron presentes su mujer, la reina María, del gobierno del reino, representantes distinguidos del gobierno francés, veteranos del frente de Salónica, ciudadanos ilustres, representantes de asociaciones y colegios y de una multitud de gente.

## Historia
Tras la epopeya del ejército serbio durante la Primera Guerra Mundial, a marcha a través de Albania y la victoria en el frente de Salónica, se forjó la alianza militar y la amistad de Serbia y Francia. Al terminar la guerra, los intelectuales serbios reunidos en la Sociedad de antiguos estudiantes de colegios franceses y en la Sociedad de amigos de Francia, propusieron la construcción de un monumento, en París o en Belgrado, que sería un testimonio de la amistad serbio-francesa y de la alianza creada durante los días de grandes desafíos, agradeciendo de tal manera la ayuda militar y educativa de Francia durante y después de la guerra. Con este motivo, en 1924 se creó el Comité de construcción del monumento, presidido por un médico distinguido, uno de los fundadores de la Facultad de Medicina de Belgrado, Dr.Niko Miljanić (1892-1957) y se inició la recolecta de donaciones que, gracias a la actividad diligente de este comité, muy pronto llegaron a ser considerables. En la historia del monumento también hay que recordar el año 1921 en que el Comité del Ayuntamiento de Belgrado tomó la Decisión sobre la construcción de un monumento conmemorativo en señal de gratitud y respeto por los soldados franceses caídos durante la defensa de Belgrado en 1915.
Después de la guerra, el Reino de Serbia deja de existir como tal y Belgrado, siendo la capital del nuevo y complejo Reino de los Serbios, Croatas y Eslovenos, luego de Yugoslavia, se reconstruye y embellece rápidamente. El Ayuntamiento de Belgrado, en 1928, tras llegar a la posesión del terreno militar en Kalemegdan, cede una parcela para el monumento, en el lugar más bello en el centro del Parque de Kalemegdan, que domina en uno de los paisajes más atractivos en Europa y en cuya cercanía pronto se erigiría el hogar de Francia (la embajada de Francia construida entre 1928-1932). Este gesto fue correspondido por Francia al ser levantados en París los monumentos al rey Petar I el Libertador y al rey Aleksandar I el Unificador,  los monumentos en Orleáns y Marsella y se le dio el nombre del rey Petar I] a una de las avenidas céntricas parisinas.

## Descripción
La creación del monumento se encargó a uno de los escultores yugoslavos más importantes, a un autor de renombre mundial, Ivan Meštrović (Vrpolje, actual Croacia 1883 –South Bend, Indiana, EE.UU, 1962), que realizó la obra en su taller-galería Meštrović en Zagreb, donde en el Taller de fundición artística ALU, en 1930 se fundó la obra en bronce a la cera perdida. El modelo fue fundido en catorce piezas, montadas en dos partes para la escultura seccionada longitudinalmente, que fue ensamblada in situ, tras ser trasladada a Belgrado. 
La figura monumental, de más de cuatro metros de altura, representa a Francia que con impulso guerrero viene al rescate de Serbia. El movimiento vehemente de la vigorosa figura femenina – un motivo importante en la obra creativa de Meštrović, con la alegoría de su expresión pictórica encarna y glorifica el espíritu nacional de Francia, sugiriendo los atributos de dinamismo, liderazgo, valentía y fe. La monumentalidad que forma parte central de la expresión escultórica de Meštrović, está aún más marcada por la colocación de la figura femenina central sobre un pedestal de siete metros de altura hecho de bloques de mármol de Brač (piedra caliza gris de tipo adriático que con el tiempo se vuelve blanca). La posición piramidal de segmentos de volumen moderado en el pedestal concebido de forma geométrica, contribuye al ritmo gradual con el que se resalta la imagen central y se consigue la unidad estilística del monumento y su entorno, dispuesto de manera geométrica al estilo de jardines franceses. 
El acceso al monumento, ubicado al final del paseo, se extiende fuera del parque, a lo largo de la calle principal de la ciudad (Knez Mihailova) y más lejos, convirtiéndolo en un importante punto orientativo. En la parte delantera está incrustado el año de construcción y la dedicatoria A la France y en la parte de atrás la inscripción Amamos a Francia como ella nos amó a nosotros 1914-1918. La estructura de la parte inferior del pedestal, en sus flancos a nivel de mirada del observador, está ennoblecida por las composiciones en relieve de contenido narrativo, realizadas según los dibujos de Meštrović por sus estudiantes en Split , los escultores – Frano Kršinić, que dirigió las obras y Antun Augustinčić, junto con Grga Antinac, Šime Dujmić y Orlandini. Los relieves no sobresalen del plano del pedestal siguiendo el planteamiento constructivo con un preciso ajuste de los elementos labrados, de junturas visibles al estilo del relieve monumental egipcio, convirtiéndose así, no en meros adornos del pedestal sino en una parte inseparable del monumento de Meštrović. Las escenas en los relieves ilustran los principales méritos: a la izquierda, una serie repetitiva de las figuras en el relieve llamado Los Guerreros que introduce el principio estructural de isocefalia tomando como modelo el bajo relieve asirio de los lanceros – el motivo que Meštrović desarrolla mediante relieve y litografía, representa la alianza militar de las tropas serbias y francesas en el frente de Salónica; en el lado opuesto, La Sorbona, más delicadamente modelada, recuerda el apoyo educativo a la juventud serbia durante y después de la guerra. El boceto original de este relieve, que se encuentra en la galería Meštrović y representa a Francia como una mujer amamantando a los niños serbios, fue modificado por sugerencia del director del Instituto francés en Zagreb y amigo personal del autor (Raymond Warnier).
El símbolo nacional del triunfo de la República francesa, la figura femenina de Mariana, después de la revolución y la caída de la monarquía, queda reflejado en numerosas obras en Francia– fue representada liderando la batalla y entonando La Marsellesa en el relieve La Partida de los Voluntarios en el Arco de Triunfo de París, obra de Francois Rude; en la famosa pintura de Eugene Delacroix fue representada como La libertad guiando al pueblo, mientras que en la pintura La República de Daumier, que se encuentra en el Museo de Orsay, se la representa como la gran madre que amamanta a sus hijos. Esta y las demás representaciones alegóricas de Francia en forma de una figura de mujer audaz, con el característico gorro frigio como un distintivo característico, son claras indicaciones de la importancia del monumento de Meštrović en Kalemegdan. 

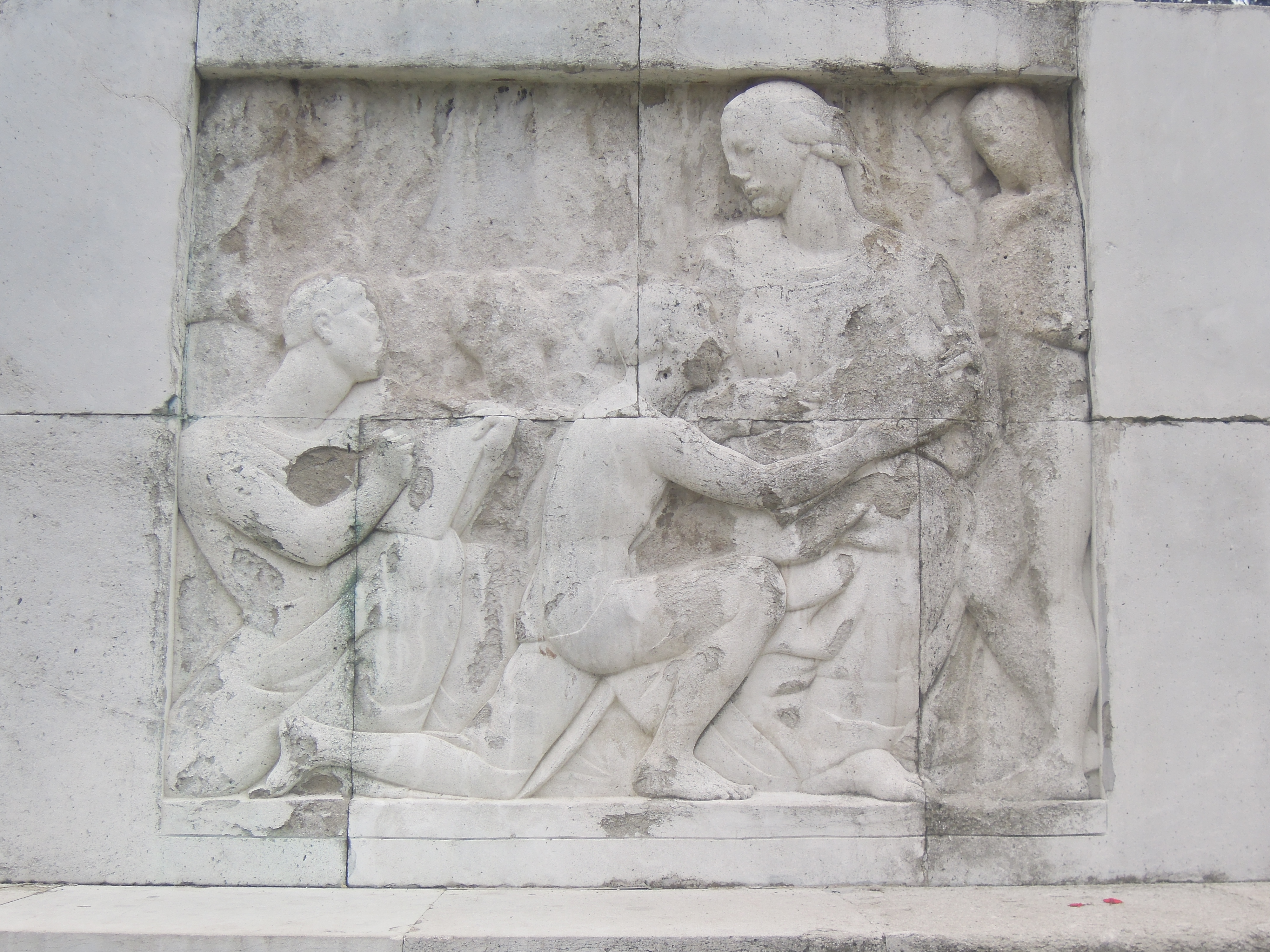
Relieves “La Sorbona” y “ Los Guerreros”

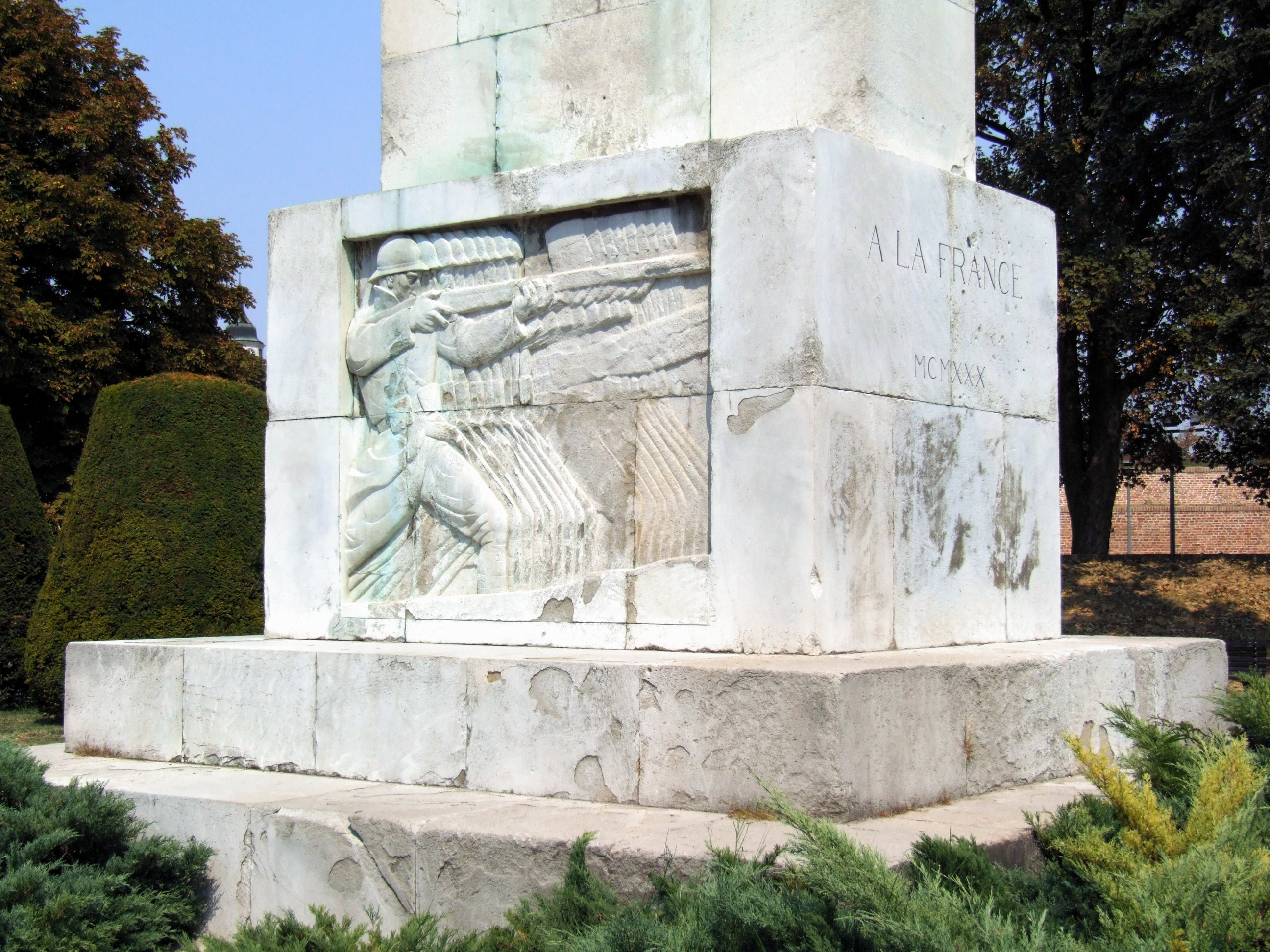
Relieves “La Sorbona” y “ Los Guerreros”

La estilización de la forma y el dramatismo del movimiento brusco de la figura hacen que esta obra, por su expresión escultórica, se acerque al estilo secesionista. La lógica del movimiento cuya fuerte zancada tiene orígenes en la escultura helenística tardía, se basa en el traslado del peso completo al pie izquierdo y establece el equilibrio estático entre los planos dominantes – la masa torcida de la parte superior con el hombro derecho sobresaliendo y la extensión del arco largo y tensado de la pierna derecha, junto con el completo volumen del drapeado y el brazo izquierdo. La disposición de los planos principales y la posición lateral de los relieves revelan la intención de orientar la mirada a los costados del monumento. A pesar de que el aspecto lateral resulta más rico pictóricamente, Meštrović se decidió por la orientación frontal de la figura hacia el observador para que esta posición (ideal) frontal acentuara la dignidad y la relevancia de la figura representada. El rechazo del enfoque naturalista y las influencias modernas se perciben aún más en el tratamiento del drapeado cuya forma fantástica hace que la figura parezca casi irreconocible de espaldas. La incorporación del volumen del brazo izquierdo a los planos laterales del drapeado tiene la función de crear una forma casi aerodinámica, mientras que la posición horizontal de los pliegues sugiere la fuerza del movimiento y sugiere que la figura está a punto de echarse a volar. En esta disposición de los pliegues del drapeado se vislumbra el afán del autor de sustituir con su volumen los planos laterales de las alas y acercar la obra al ideal escultórico de la representación de la libertad – a la famosa escultura helenística tardía de “Victoria de Samotracia”.

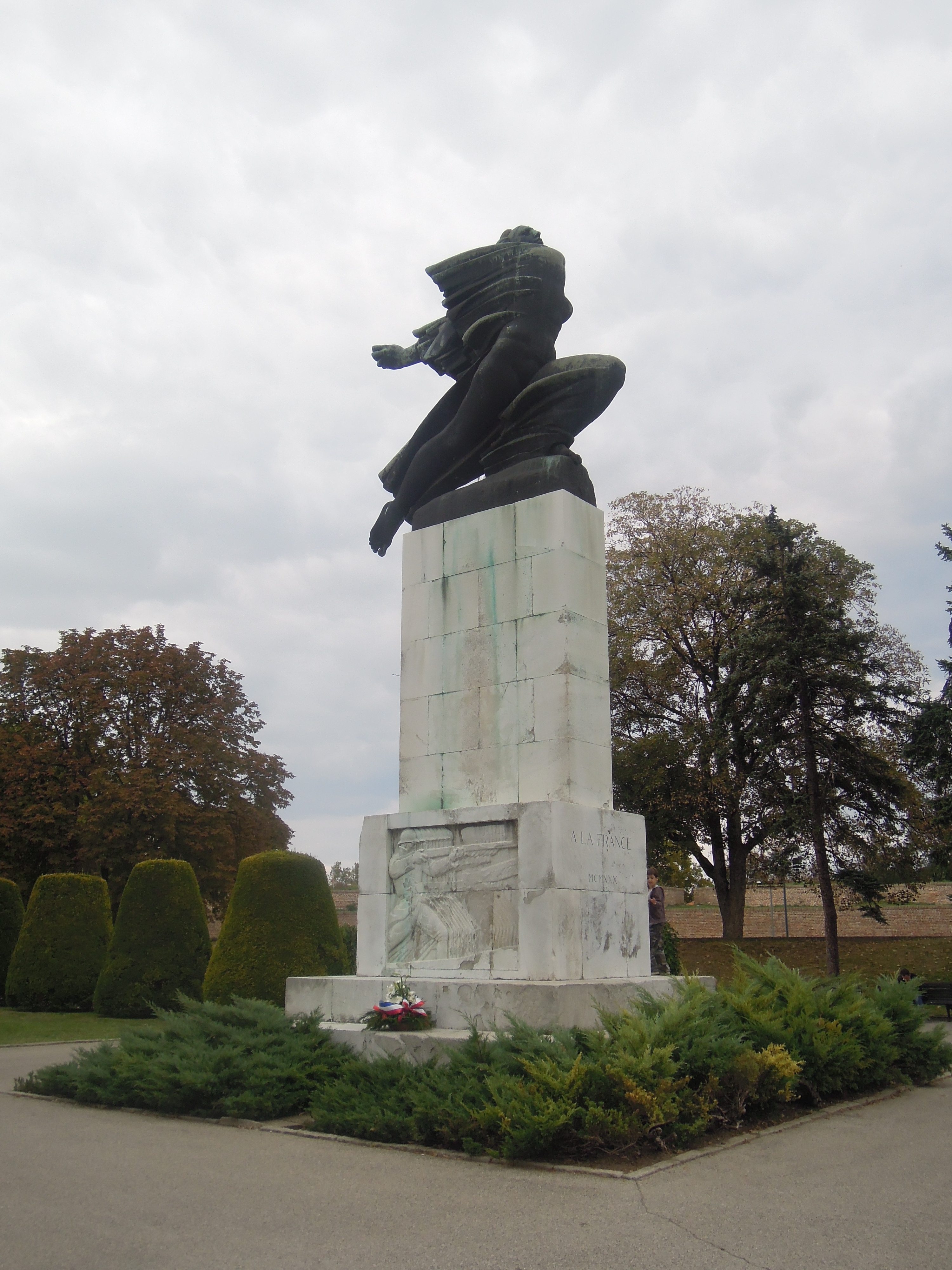
Parque Veliki Kalemegdan

## Ubicación e importancia
El monumento se colocó cerca de la Puerta de Karađorđe en la Fortaleza de Belgrado, en el lugar del Monumento a Karađorđe, que había sido levantado por el Ministerio del ejército en 1913, tras la victoria triunfal en las Guerras Balcánicas, para conmemorar el primer centenario de la formación del ejército regular establecido por Karađorđe. El monumento a Karađorđe fue dinamitado por las tropas austrohúngaras con la intención de sustituirlo con una colosal figura en bronce de Francisco José, que fue encontrada, después de la guerra, en una barcaza en el río Sava y refundida en las campanas para iglesias ortodoxas, de las que la más grande fue regalada a la iglesia Ružica en Kalemegdan.
La construcción del monumento a Karađorđe, iniciada en 1857, fue una de las primeras actividades relacionadas con la creación de monumentos públicos en Serbia. El monumento de Meštrović, colocado en este sitio, se apoya en la fuerte simbólica de la fortificación como campo de batalla y su extraordinaria posición sobre los ríos, prescindiendo de la importancia histórico-nacional de este lugar previsto para el monumento homenaje a Karađorđe. 
El monumento de gratitud a Francia pertenece a la época creativa de Meštrović después de la Primera Guerra Mundial, cuando realizó la mayoría de sus obras monumentales, reduciendo detalles y resaltando la idea fundamental. Este monumento introduce la idea de la expresividad en lugar del hasta entonces acostumbrado realismo y el procedimiento narrativo,  contribuyendo al desarrollo de los monumentos públicos en Belgrado; por su importancia cultural e histórica, fue declarado monumento de cultura en 1965 y en 1983 clasificado como bien de gran interés para la República de Serbia (Boletín Oficial de RS, No. 28/83).

## Literatura
- Dokumentacija Zavoda za zaštitu spomenika culture grada Beograda
- Svetislav Marodić, Spomenik zahvalnosti Francuskoj, B.О.N. br. 21-22, novembar 1930.
- Pred svečanost otkrivanja spomenika zahvalnosti Francuskoj, Politika 9.11.1930.
- Mila Jeftović, Spomenik Karađorđu Paška Vučetića, Nasleđe br. 3, 2001. god.
- Osvećenje crkve Ružice, Politika 12.10.1925.Dostupno na:  (enlace roto disponible en Internet Archive; véase el historial, la primera versión y la última).
- Miodrag B. Protić, Umetnost na tlu Jugoslavije, skulptura XX veka, Beograd, Zagreb, Mostar 1982.
- Enciklopedija likovnih umetnosti, Jugoslovenski leksikografski zavod, 1959-1966.
- Slobodan-Giša Bogunović, Arhitektonska enciklopedija Beograda XIX i XX veka,  Beogradska knjiga,   Beograd 2005.
- М. Vulović, Kapije beogradske tvrđave, Godišnjak grada Beograda, knj. XIX – 1972. Dostupno na:
- Katalog nepokretnih kulturnih dobara na području grada Beograda, ZZS

- Datos: Q3323350
- Multimedia: Monument of Gratitude to France in Belgrade / Q3323350